# Kingdom Hearts (serie)
 Der er for få eller ingen kildehenvisninger i denne artikel, hvilket er et problem. Du kan hjælpe ved at angive troværdige kilder til de påstande, som fremføres i artiklen.

Kingdom Hearts (キングダムハーツ Kingudamu Hātsu) er en serie af action-RPG-spil lavet af Tetsuya Nomura og Shinji Hashimoto og blev udviklet og udgivet af Square Enix (tidligere Square). Serien er resultatet af et samarbejde mellem Square og Disney Interactive Studios og er under ledelse af Tetsuya Nomura, en tidligere figurdesigner og udvikler hos Square. Kingdom Hearts indeholder en række forskellige Disney verdener og figurer, placeret i et univers lavet specielt for serien. Figurer fra Square Enix's Final Fantasy-serie optræder også i spillene. Serien er centreret om hovedpersonen Sora og hans søgen efter sine venner, Riku og Kairi. På hans rejse igennem de forskellige verdener møder han og interagerer de forskellige Disney og Final Fantasy figurer.
Tilbage i 2001 arbejdede Square og Walt Disney i den samme bygning. Det siges at der var to medarbejdere, en fra Square og en fra Walt Disney, som havde en samtale i en elevator. De diskuterede om Square og Disneyskulle samarbejde og lave et spil. Tetsuya Nomura interesserede sig for dette og blev straks sat som direktør for spillet. Resultatet af dette blev til Kingdom Hearts.

## Spil
| Titel                                                       | Udgivelsesår | Originale platform(e)       | Antal solgt         |
| ----------------------------------------------------------- | ------------ | --------------------------- | ------------------- |
| Kingdom Hearts \| Kingdom Hearts - Final Mix                | 2002         | PS2                         | 6,4 Millioner       |
| Kingdom Hearts: Chain of Memories                           | 2004         | GBA                         | 1,85 Millioner      |
| Kingdom Hearts II \| Kingdom Hearts II - Final Mix          | 2005         | PS2                         | 1,22 Millioner      |
| Kingdom Hearts - Re:Chain of Memories                       | 2007         | PS2                         | 0,87 Millioner      |
| Kingdom Hearts Coded \| Re:coded                            | 2008         | Mobiltelefon \| Nintendo DS | 0,93 Millioner      |
| Kingdom Hearts 358/2 Days                                   | 2009         | Nintendo DS                 | 1,98 Millioner      |
| Kingdom Hearts Birth by Sleep \| Birth by Sleep - Final Mix | 2010         | PSP                         | 2,22 Millioner      |
| Kingdom Hearts 3D: Dream Drop Distance                      | 2012         | Nintendo 3DS                | 1,58 Millioner      |
| Kingdom Hearts HD 1.5 ReMIX                                 | 2013         | PS3                         | PS3: 1,74 Millioner |
| Kingdom Hearts HD 2.5 ReMIX                                 | 2014         | PS3                         | PS3: 1,22 Millioner |
| Kingdom Hearts HD 2.8 Final Chapter Prolouge                | 2017         | PS4                         | Ukendt              |
| Kingdom Hearts 1.5 + 2.5 ReMIX                              | 2017         | PS4                         | Ukendt              |
| Kingdom Hearts 3                                            | 2019         | PS4                         | Ikke udkommet       |

- Kingdom Hearts

Kingdom Hearts (2002) er det første spil i serien. Den handler om en dreng ved navn Sora og hans venner Riku og Kairi. I flere år har de beboende på øen "Destiny Islands" og en dag spørger Riku om der måske er flere verdener derude. Sora og Kairi virker ikke særlig interreseret men Riku er nysgerrig. Nogle dage efter dukker en fremmede op og tager dem væk. Sora vågner op i "traverse town" alene og møder her med Donald (Anders And) og Goofy (Fedtmule). Han vil gøre alt for at finde hans venner og få dem tilbage. På vejen igennem disney verdenene bliver han hjulpet af forkellige figure fra de kendte disney film feks. Tarzan, Aladin og mange flere. Spillet er lavet til PS2 som senere på året fik en "final mix" Kingdom Hearts - Final Mix og er et af de tre spil/film som er med i Kingdom Hearts HD 1.5 ReMIX.
- Kingdom Hearts: Chain of Memories

er en direkte efterfølger til det første spil. Det blev udgivet på Game Boy Advance i Japan den 11. november 2004. Chain of Memories blev udråbt som en bro mellem de to PlayStation 2 titler, indføre og forpremiere plot elementer, der ville blive udforsket i det næste spil. Gameplayets system er en afvigelse fra den oprindelige og beskæftiger kortspil mekanik i realtid. Spillere konstruere dæk ud af kort, der svarer til forskellige handlinger i kamp, såsom at angribe eller bruge magi.
- Kingdom Hearts 2

Kingdom Hearts II finder sted et år efter begivenhederne i Kingdom Hearts: Chain of Memories. Det blev udgivet til PlayStation 2 i Japan den 22. december 2005. Spillet yderligere udforsker "hjerte" koncept ved at inddrage en ny gruppe af fjender, de Nobodies, som er de støbte-off skaller af dem, der er blevet "Heartless" (Hjerteløsse på engelsk). Gameplayet ligner den for første Kingdom Hearts spil, med tilføjelse af Reaction Kommando, som udfører kontekstafhængige handlinger i kamp. Kingdom Hearts II blev revideret i Kingdom Hearts II Final Mix, som indeholder mere materiale end den oprindelige udgivelse, såsom ekstra mellemsekvenser og chefer. Kingdom Hearts II Final Mix blev udgivet med Kingdom Hearts Re: Chain of Memories i en samling med titlen Kingdom Hearts II Final Mix +, som blev udgivet i Japan den 29. marts, 2007. Den er også en af de tre spil/film som er med i Kingdom Hearts HD 2.5 ReMIX.
- Kingdom Hearts - Re:Chain of Memories

Chain of Memories blev genskabt i et PS2 spil med titlen Kingdom Hearts Re: Chain of Memories i 2007, som indeholder polygonale grafik i stedet for sprites, der anvendes i det originale spil og den er et af de tre spil/film som er med i Kingdom Hearts HD 1.5 ReMIX.
- Kingdom Hearts Coded

Kingdom Hearts Coded er en episodisk mobiltelefon spil, der opfanger direkte efter Kingdom Hearts II. "Preinstall" episoden blev udelukkende udgivet i Japan den 18. november 2008 og otte episoder blev udgivet mellem juni 3, 2009 og 28. januar 2010. Spillet var genskabt til Nintendo DS som Kingdom Hearts Re: Coded, og funktioner opdateret gameplay kombinerer den af to senere titler i serien, 358/2 dage og Birth by Sleep. I modsætning til den oprindelige version, Re: Coded blev udgivet internationalt:. 7 oktober 2010 i Japan 11 januar 2011 i Nordamerika, og januar 14, 2011 i Europe. I Kingdom Hearts HD 2.5 ReMIX har de sat cutscenes fra spillet sammen og lavet en film.
- Kingdom Hearts 358/2 Days

Kingdom Hearts 358/2 Days blev udgivet til Nintendo DS i Japan den 30. maj 2009. Det er primært sat mellem Kingdom Hearts og Kingdom Hearts II, med fokus på Roxas 'tid i Organisation XIII og hans motiver for at forlade. Det er det første spil i serien til funktionen multiplayer (som nu er blevet lukket ned) foruden den traditionelle brug af AI-kontrollerede partnere. Gameplayet er mission-baseret med valgfri mål, der giver ekstra belønninger. Spillet har også en unik panel system, der regulerer karakter forbedring, særlige evner, og udstyret våben. I Kingdom Hearts HD 1.5 ReMIX har de også sat cutscenes sammen så det blev til en film.
- Kingdom Hearts Birth by Sleep

Kingdom Hearts Birth by Sleep er en prequel til hele serien, udgivet til PSP i Japan den 9. januar 2010, og i Nordamerika den 7. september 2010 med ekstra indhold. Spillet er sat ti år før begivenhederne i den første Kingdom Hearts spil, afslører oprindelsen af skurken, Xehanort. Den består af fire scenarier, hvoraf tre fokuserer på en af spillets tre hovedpersoner, Terra, Ventus og Aqua. Spillet blev udelukkende genudgivet i Japan under titlen Kingdom Hearts Birth by Sleep Final Mix den 20. januar 2011 med indholdet fra de engelske versioner, samt nye funktioner, såsom en ekstra femte scenario. Det er også et af de tre spil/film som er med i Kingdom Hearts HD 2.5 ReMIX.
- Kingdom Hearts 3D: Dream Drop Distance

Kingdom Hearts 3D: Dream Drop Distance blev udgivet den 29. marts 2012 i Japan til Nintendo 3DS. Spillet fokuserer på Sora og Riku Mark of Mastery eksamen under Yen Sid i forventning om Xehanort afkast og deres efterfølgende konflikter med fjender fra deres fortid. Ud over lignende systemer arvet fra Birth by Sleep, dette spil har Dream Eaters, der fungerer som både fjender og allierede. Spillere kan indsamle og yngler venlige drøm Eaters og træne dem til at blive mere magtfulde. Den engelske udgave kom ud den 20. juli 2012 i Europa, mens det kom ud den 31. juli 2012 for Nordamerika. Dream Drop Distance er et af de tre spil/film til PS4's Kingdom Hearts 2.8 Final Chapter Prolouge.
- Kingdom Hearts HD 1.5 ReMIX

Kingdom Hearts HD 1.5 Remix blev udgivet til PlayStation 3 i Japan den 14. marts 2013 som indholder remastered versioner af Kingdom Hearts Final Mix og Re: Chain of Memories, som omfatter gameplay forbedringer og trophy support. Derudover er alle cutscenes fra Kingdom Hearts 358/2 Days blevet sat ind så man kan se dem i "Theater mode" . Samlingen blev udgivet i Nordamerika den 10. september 2013 i Australien den 12. september 2013 og i Europa den 13. september, 2013.
- Kingdom Hearts HD 2.5 ReMIX

Efter annonceringen af HD 1,5 Remix, Nomura erklærede, at det ville være "temmelig unaturligt", hvis Kingdom Hearts II ikke har modtaget en HD opdatering. I kreditter af HD 1.5 Remix, vises klip af Kingdom Hearts II Final Mix, Kingdom Hearts Birth by Sleep Final Mix og Kingdom Hearts Re: Coded, som hentyd til en anden samling. Den 14. oktober, 2013 blev samlingen udelukkende annonceret til PlayStation 3, og indholder Kingdom Hearts II Final Mix, Birth by Sleep Final Mix og Re: Coded som optræder som en HD film ligesom 358/2 Dage i HD 1.5 Remix Samlingen blev udgivet i Japan den 2. oktober, 2014 Nordamerika den 2. december 2014 Australien den 4. december 2014 og Europa den 5. december 2014.
- Kingdom Hearts 2.8 Final Chapter Prolouge

I kreditter af HD 2.5 Remix, vises klip af Kingdom Hearts 3D:. Dream Drop Distance blev vist samt inddragelse af en hemmelig slutning relateret til spillet, antyder en mulig ekstra samling. I september 2015 Square Enix annoncerede Kingdom Hearts HD 2.8 Final Kapitel Prologue. Samlingen indeholder en HD remaster af Dream Drop Distance samt Kingdom Hearts × Bagside, en filmisk genfortælling af Kingdom Hearts χ, der afslører nye dele af seriens historie, og Kingdom Hearts 0.2: Birth by Sleep -A fragmentary Passage, en nyt spil, der finder sted efter begivenhederne i den originale Birth by Sleep, fortalte fra perspektivet af Aqua. Den blev udgivet i Japan den 12. januar 2017 og i Nordamerika og Europa den 24. januar 2017.
- Kingdom Hearts 1.5 + 2.5 Remix

I oktober 2016 annoncerede Square-Enix en enkelt-disc collection af Kingdom Hearts HD 1.5 Remix og Kingdom Hearts HD 2.5 Remix til PlayStation 4. Datoen for udgivelse er i øjeblikket den 9. marts 2017 i Japan den 28. marts, 2017 i Nordamerika, og marts den 31. 2017 i Europa.
- Kingdom Hearts III

Tetsuya Nomura udtalte i et interview den 14. september 2010, at hans hold havde for travlt med andre projekter, såsom Final Fantasy XV (kendt som Final Fantasy Versus XIII dengang) til at arbejde på Kingdom Hearts III. Han erklærede også, at hans hold gjorde forskning om high-definition grafik af spillet, og afhængigt af de tekniske krav i den næste generation af konsoller. Den 10. juni, 2013 på E3 Sony pressekonference, efter flere års rygter og spekulationer, Nomura indført en teaser for Kingdom Hearts III, som erklærede det var under udvikling til PlayStation 4. Det blev annonceret den næste dag for at være i udvikling til Xbox One. I Kingdom Hearts III, vil serien's hovedperson Sora søge efter "nøglen for at bringe hjerter tilbage ", mens Sora's venner, Riku og King Mickey, vil søge efter keyblade wielders. Spillet vil afslutte "Mørk Seeker Saga" (Kingdom Hearts 1-3), men det vil ikke være det sidste spil i serien. Til denne dag er Kingdom Hearts III stadig ikke udkommet, men i Juni 2018 blev udgivelsesdatoen annonceret (25. Januar 2019)
Kingdom Hearts tidslinjen

## Manga
Kingdom Hearts, Kingdom Hearts: Chain of Memories, Kingdom Hearts II og Kingdom Hearts 358/2 Days, er desuden blevet lavet i manga form. På engelsk blev de oprindeligt udgivet af TokyoPop, som gik ned da de kun var halvt færdige med udgivelsen af Kingdom Hearts II. Heldigvis er serien for nylig blevet samlet op af YenPress, som har påtaget sig at genudgive serien og at fortsætte hvor TokyoPop slap.[kilde mangler]